# Stefano Gentili
Stefano Gentili (Pitigliano, 28 luglio 1957 – 26 aprile 2023) è stato un politico italiano.

## Biografia
Diplomatosi nel 1978 all'Istituto tecnico commerciale "Francesco Zuccarelli" di Pitigliano, fu per otto anni presidente di Azione Cattolica per la diocesi di Pitigliano-Sovana-Orbetello, ricoprendo per tre anni anche la carica di consigliere nazionale per la medesima associazione. Laureatosi in scienze politiche all'Università degli Studi di Firenze con una tesi sul Partito Socialista Italiano, si diplomò successivamente all'Istituto di scienze religiose "San Bonaventura" di Viterbo. Praticò la professione di insegnante dal 1984 e anche giornalista pubblicista, dirigendo per cinque anni la sezione religiosa della rivista regionale Toscana Oggi.
Nel 1987 fece il suo ingresso in politica, iscrivendosi alla Democrazia Cristiana. Dal 1990 al 1995 fu consigliere comunale a Pitigliano. Dopo lo scioglimento della DC aderisce al Partito Popolare Italiano.
Alle elezioni amministrative del 1995 venne candidato alla presidenza della Provincia di Grosseto in rappresentanza di una coalizione di centro-sinistra formata da Partito Democratico della Sinistra, Partito Repubblicano Italiano, Patto Segni, PPI, Lega Nord, Federazione dei Verdi, Socialisti Italiani, Alleanza Democratica e la lista civica Testimonianza per la Città. Nel primo turno elettorale raccolse il 36,8% dei voti contro il 30,7% del candidato del centro-destra Giovanni Tamburro, per poi totalizzare il 58,11% al ballottaggio.
Da febbraio a dicembre 1999 ha ricoperto la carica di commissario del Parco naturale della Maremma. Dal 2002 al 2007 è stato vice-sindaco di Pitigliano, nonché assessore alle attività produttive e formazione professionale.
Affetto da fibrosi polmonare idiopatica, nel gennaio 2007 è stato sottoposto a un trapianto di polmoni presso l'ospedale Le Scotte di Siena, con operazione condotta dal chirurgo Luca Voltolini. Nell'estate 2010 ha preso parte alla tredicesima edizione dei Giochi europei per trapiantati di cuore e polmoni tenutasi a Växjö, in Svezia.
È deceduto il 26 aprile 2023 all'età di 65 anni.